# Challenger de Guangzhou 2016
El torneo Challenger de Guangzhou 2016 es un torneo profesional de tenis. Pertenece al ATP Challenger Series 2016. Se disputó su 5.ª edición sobre superficie dura, en Cantón, China, entre el 14 y el 20 de marzo de 2016.

## Jugadores participantes del cuadro de individuales
| Favorito | País                  | Jugador              | Rank1 | Posición en el torneo |
| -------- | --------------------- | -------------------- | ----- | --------------------- |
| 1        | Bandera de Japón      | Taro Daniel          | 86    | Primera ronda         |
| 2        | Bandera de Israel     | Dudi Sela            | 88    | Semifinales, retiro   |
| 3        | Bandera de España     | Daniel Gimeno-Traver | 91    | Primera ronda         |
| 4        | Bandera de Serbia     | Filip Krajinović     | 97    | Primera ronda         |
| 5        | Bandera de Eslovaquia | Lukáš Lacko          | 106   | FINAL                 |
| 6        | Bandera de Japón      | Yuki Bhambri         | 111   | Segunda ronda, retiro |
| 7        | Bandera de Georgia    | Nikoloz Basilashvili | 117   | CAMPEÓN               |
| 8        | Bandera de Bélgica    | Kimmer Coppejans     | 122   | Segunda ronda         |

- 1 Se ha tomado en cuenta la calsificaión del 7 de marzo de 2016.

### Otros participantes
Los siguientes jugadores recibieron una invitación, por lo tanto ingresan directamente en el cuadro principal (WC):
- Wang Chuhan
- Bai Yan
- Li Zhe
- Altug Celikbilek

Los siguientes jugadores ingresan en el cuadro principal tras disputar el cuadro clasificatorio (Q):
- Lorenzo Sonego
- Maximilian Neuchrist
- Marius Copil
- Jimmy Wang

## Campeones

### Individual Masculino
- Nikoloz Basilashvili derrotó en la final a  Lukáš Lack, 6–1, 6–7(6), 7–5

### Dobles Masculino
- Aleksandr Kudriávtsev /  Denís Molchanov derrotaron en la final a  Sanchai Ratiwatana /  Sonchat Ratiwatana, 6–2, 6–2